# منتخب إسواتيني لكرة القدم للسيدات
منتخب إسواتيني الوطني لكرة القدم للسيدات (بالإنجليزية: Eswatini women's national football team)‏ هو ممثل إسواتيني الرسمي في المنافسات الدولية في كرة القدم للسيدات، يديريه اتحاد إسواتيني لكرة القدم.